# Amphisphaerellula
Amphisphaerellula är ett släkte av svampar. Amphisphaerellula ingår i divisionen sporsäcksvampar och riket svampar.